# 수테 차이
수테 차이(몽골어: сүүтэй цай; ᠰᠦᠨ ᠲᠡᠢ ᠴᠠᠢ→우유 차)는 몽골의 차이다. 물, 우유, 녹찻잎, 소금을 넣어 만들며, 밀크티와 같은 느낌을 낸다. 녹찻잎 대신 홍찻잎을 쓰기도 하며, 버터를 넣기도 한다.

## 만들기
난로 위 큰 솥에 물을 붓고 찻잎 덩어리를 조금 떼내어 부스러뜨려 넣어 끓인 다음, 우유와 소금을 넣는다. 끓기 시작하면 바가지로 차를 퍼서 공중에서 그릇으로 떨어뜨리는 과정을 20분 정도 반복하는데, 차를 공중에서 낙하시켜야 차 안에 공기가 많이 함유되어 더 맛있는 수테 차이가 된다.

## 문화
몽골인들이 가장 즐겨 마시는 차로, 손님에게 가장 먼저 내오는 문화가 있다. 젖이 잘 나온다는 믿음이 있어 출산 후 3주 동안 수테 차이를 마시며, 수테 차이가 역마살을 잠재운다는 믿음도 있다.

## 같이 보기
- 밀크티
- 수유차